# Condado de Pender
O Condado de Pender é um dos 100 condados do estado americano da Carolina do Norte. A sede do condado é Burgaw, e sua maior cidade é Burgaw. O condado possui uma área de 2 416 km² (dos quais 160 km² estão cobertos por água), uma população de 41 082 habitantes, e uma densidade populacional de 18 hab/km² (segundo o censo nacional de 2000). O condado foi fundado em 1875.